# یواس‌اس دلاویر (۱۸۶۱)
یواس‌اس دلاویر (۱۸۶۱) (به انگلیسی: USS Delaware (1861)) یک کشتی بود که طول آن ۱۶۱ فوت (۴۹ متر) بود. این کشتی در سال ۱۸۶۱ ساخته شد.